# Червеночерна пиранга
Червеночерната пиранга (Piranga olivacea) е вид птица от семейство Кардиналови (Cardinalidae).

## Разпространение и местообитание
Видът е разпространен в Антигуа и Барбуда, Аруба, Бахамски острови, Барбадос, Белиз, Бермудите, Боливия, Бразилия, Канада, Кайманови острови, Колумбия, Коста Рика, Куба, Доминика, Еквадор, Ел Салвадор, Гваделупа, Гватемала, Хаити, Хондурас, Мартиника, Мексико, Монсерат, Никарагуа, Панама, Перу, Пуерто Рико, Сейнт Китс и Невис, Сейнт Лусия, Сейнт Винсент и Гренадини, Тринидад и Тобаго, Търкс и Кайкос, Съединени щати и Венецуела.